# هیل نامبر وان (آلاباما)
هیل نامبر وان (به انگلیسی: Hill Number 1) یک منطقهٔ مسکونی در ایالات متحده آمریکا است که در شهرستان سنت کلیر، آلاباما واقع شده‌است. هیل نامبر وان ۲۶۹٫۱۴ متر بالاتر از سطح دریا قرار دارد.